# E3 Saxo Bank Classic 2021
L'E3 Saxo Bank Classic 2021 (officiellement E3 Saxo Bank Classic World Tour Elite, anciennement Grand Prix E3 Harelbeke) est la 63e édition de cette course cycliste masculine sur route. Il a lieu le 26 mars 2021 en Belgique et fait partie du calendrier UCI World Tour 2021, en catégorie 1.UWT. Il a été remporté par le Danois Kasper Asgreen.

## Présentation

### Équipes
Vingt-cinq équipes sont inscrites à la course, avec les dix-neuf UCI WorldTeams et six UCI ProTeams invitées. Cependant, l'équipe Bora-Hansgrohe n'est finalement pas autorisée à prendre le départ en raison d'un test positif à la COVID-19 pour son coureur Matthew Walls.
| WorldTeams (19)- AG2R Citroën Team - Astana-Premier Tech - Bahrain Victorious - Cofidis - Deceuninck-Quick Step - EF Education-Nippo - Groupama-FDJ - Ineos Grenadiers - Intermarché-Wanty-Gobert Matériaux - Israel Start-Up Nation - Jumbo-Visma - Lotto Soudal - Movistar Team - Team BikeExchange - Team DSM - Qhubeka Assos - Trek-Segafredo - UAE Team Emirates - Bora-Hansgrohe ProTeams (6)- Alpecin-Fenix - Arkéa-Samsic - Bingoal Pauwels Sauces WB - Sport Vlaanderen-Baloise - Total Direct Énergie - Uno-X Pro Cycling Team |
| |

### Parcours
Le Grand Prix E3 commence dans le centre de Harelbeke et se déplace à l'Est à son point le plus oriental à Ninove après 67 km, avant de tourner à l'Ouest et de parcourir les monts des Ardennes flamandes, avec quinze ascensions classées. Le Tiegemberg, la dernière montée de la journée, est situé à 20 km de l'arrivée. La distance totale est 205,4 km.
Quinze monts sont au programme de cette édition, dont certains recouverts de pavés :
| Mont | Nom                 | Km    | Revêtement | Longueur (m) | Pente moyenne | Pente maxi | Km de l'arrivée |
| ---- | ------------------- | ----- | ---------- | ------------ | ------------- | ---------- | --------------- |
| 1    | Katteberg           | 28,2  | asphalte   | 750          | 6 %           | 11 %       | 175,7           |
| 2    | La Houppe           | 82,5  | asphalte   | 1 880        | 4,8 %         | 10 %       | 121,4           |
| 3    | Hogerlucht          | 98,3  | asphalte   | 1 350        | 4,5 %         |            | 105,6           |
| 4    | Côte de Trieu       | 108,5 | asphalte   | 1 260        | 7 %           | 13,3 %     | 95,4            |
| 5    | Hotondberg (nl)     | 112,4 | asphalte   | 1 200        | 4 %           | 8 %        | 91,5            |
| 6    | Kortekeer (nl)      | 119,5 | asphalte   | 1 000        | 6,4 %         | 17 %       | 84,4            |
| 7    | Taaienberg          | 124,2 | pavés      | 650          | 9,5 %         | 18 %       | 79,7            |
| 8    | Berg ten Stene      | 132,1 | asphalte   | 1 300        | 5,2 %         | 9 %        | 71,8            |
| 9    | Boigneberg (nl)     | 137,3 | asphalte   | 1 000        | 5,2 %         | 13,3       | 66,6            |
| 10   | Stationsberg (nl)   | 146,5 | pavés      | 460          | 3,2 %         | 10 %       | 57,4            |
| 11   | Kapelberg (nl)      | 157,4 | asphalte   | 750          | 7,1 %         | 14 %       | 46,5            |
| 12   | Paterberg           | 161,5 | pavés      | 400          | 12,9 %        | 20,3 %     | 42,4            |
| 13   | Vieux Quaremont     | 164,3 | pavés      | 2 220        | 4,2 %         | 11,6 %     | 39,6            |
| 14   | Karnemelkbeekstraat | 172,1 | asphalte   | 1 530        | 4,9 %         | 14 %       | 31,8            |
| 15   | Tiegemberg          | 183,9 | asphalte   | 1 000        | 5,6 %         | 9 %        | 20              |

En plus des traditionnels monts, il y a cinq secteurs pavés :
| Secteur | Nom              | Km    | Longueur (m) | Km de l'arrivée |
| ------- | ---------------- | ----- | ------------ | --------------- |
| 1       | Beaucarnestraat  | 28,0  | 1 200        | 175,9           |
| 2       | Holleweg (nl)    | 30    | 1 500        | 173,9           |
| 3       | Paddestraat      | 41,5  | 2 300        | 162,4           |
| 4       | Mariaborrestraat | 147,2 | 2 000        | 56,7            |
| 5       | Varentstraat     | 179,7 | 1 500        | 24,2            |

### Favoris
Les deux grands favoris au départ sont le Belge Wout van Aert (Jumbo-Visma) et le champion des Pays-Bas Mathieu van der Poel (Alpecin Fenix), le troisième homme en forme de ce début de saison, le champion du monde français Julian Alaphilippe, n'étant pas présent à Harelbeke. Les autres favoris les plus souvent cités sont deux duos d'équipiers : le Belge Yves Lampaert et le Tchèque Zdeněk Štybar (Deuceuninck-Quick Step) ainsi que les Belges Greg Van Avermaet et Oliver Naesen (AG2R Citroën). Plusieurs outsiders sont aussi cités comme les Belges Jasper Stuyven (Trek-Segafredo), tout auréolé de sa victoire à Milan-Sanremo, Tiesj Benoot (Team DSM) et Sep Vanmarcke (Israel Start-up Nation).

## Déroulement de la course
Le premier fait marquant de la course est la crevaison de Wout van Aert à 72 km de l'arrivée alors que le Belge se trouve dans le groupe des favoris. S'ensuit alors, à 67 km de l’arrivée, l'attaque du champion du Danemark Kasper Asgreen qui fait la course seul en tête. Derrière lui, ses équipiers de Deceuninck-Quick Step, Zdeněk Štybar et Florian Sénéchal contrôlent la course et obligent leurs adversaires à mener la chasse avec van Aert qui est revenu. La course est très nerveuse et plusieurs petits groupes se font et se défont au fur et à mesure des kilomètres sans toutefois réussir à recoller au leader Asgreen. À 21,3 km de l'arrivée, Yves Lampaert (Deceuninck-Quick Step) est victime d'une crevaison et doit laisser filer le groupe de contre-attaque. Un des tournants de la course se passe à une vingtaine de kilomètres de l'arrivée. Lors de la montée du Tiegemberg, dernière ascension de la journée, Wout van Aert place une attaque pour revenir sur Asgreen mais il est contré par Mathieu van der Poel qui creuse rapidement un écart sur le Belge qui coince. Le champion des Pays-Bas est suivi par les équipiers d'AG2R Citroën Greg Van Avermaet et Oliver Naesen, ceux de Deceuninck-Quick Step, Zdeněk Štybar et Florian Sénéchal qui logiquement ne prennent pas de relais, puis par Dylan van Baarle (Ineos-Grenadiers). Wout van Aert, à la tête d'un petit groupe de chasse, essaie de revenir sur le groupe van der Poel mais n'y parvient pas. Le groupe emmené principalement par van der Poel finit par reprendre Asgreen à 12 kilomètres du but. En tête de course, le groupe formé désormais de sept unités compte ainsi trois coureurs de Deceuninck-Quick Step qui vont jouer une course d'équipe. Et c'est de nouveau Kasper Asgreen qui attaque à 5 kilomètres du but. Bien protégé à l'arrière par ses coéquipiers, le champion danois accentue son écart et remporte la course. Mathieu van der Poel lance le sprint pour la deuxième place mais il est remonté par le Français Florian Sénéchal qui signe un doublé pour l'équipe Deceuninck-Quick Step.

## Classements

### Classement final
| \| Classement général \| Classement général \| Classement général \| Classement général \| Classement général \| \| Coureur \| Coureur \| Pays \| Équipe \| Temps \| \| ------------------ \| -------------------- \| ------------------ \| ---------------------- \| ------------------ \| \| 1er \| Kasper Asgreen \| Danemark \| Deceuninck-Quick Step \| 4 h 42 min 56 s \| \| 2e \| Florian Sénéchal \| France \| Deceuninck-Quick Step \| + 32 s \| \| 3e \| Mathieu van der Poel \| Pays-Bas \| Alpecin-Fenix \| + 32 s \| \| 4e \| Oliver Naesen \| Belgique \| AG2R Citroën Team \| + 32 s \| \| 5e \| Zdeněk Štybar \| Tchéquie \| Deceuninck-Quick Step \| + 32 s \| \| 6e \| Greg Van Avermaet \| Belgique \| AG2R Citroën Team \| + 32 s \| \| 7e \| Dylan van Baarle \| Pays-Bas \| Ineos Grenadiers \| + 32 s \| \| 8e \| Markus Hoelgaard \| Norvège \| Uno-X Pro Cycling Team \| + 1 min 28 s \| \| 9e \| Gianni Vermeersch \| Belgique \| Alpecin-Fenix \| + 1 min 30 s \| \| 10e \| Marco Haller \| Autriche \| Bahrain Victorious \| + 1 min 30 s \| |                      |          |                        |                 |
| |                      |          |                        |                 |
| Source : ProCyclingStats |                      |          |                        |                 |
| Classement général |                      |          |                        |                 |
| Coureur | Coureur              | Pays     | Équipe                 | Temps           |
| 1er | Kasper Asgreen       | Danemark | Deceuninck-Quick Step  | 4 h 42 min 56 s |
| 2e | Florian Sénéchal     | France   | Deceuninck-Quick Step  | + 32 s          |
| 3e | Mathieu van der Poel | Pays-Bas | Alpecin-Fenix          | + 32 s          |
| 4e | Oliver Naesen        | Belgique | AG2R Citroën Team      | + 32 s          |
| 5e | Zdeněk Štybar        | Tchéquie | Deceuninck-Quick Step  | + 32 s          |
| 6e | Greg Van Avermaet    | Belgique | AG2R Citroën Team      | + 32 s          |
| 7e | Dylan van Baarle     | Pays-Bas | Ineos Grenadiers       | + 32 s          |
| 8e | Markus Hoelgaard     | Norvège  | Uno-X Pro Cycling Team | + 1 min 28 s    |
| 9e | Gianni Vermeersch    | Belgique | Alpecin-Fenix          | + 1 min 30 s    |
| 10e | Marco Haller         | Autriche | Bahrain Victorious     | + 1 min 30 s    |

### Classements UCI
La course attribue des points au Classement mondial UCI 2021 selon le barème suivant :
| Position           | 1er | 2e  | 3e  | 4e  | 5e  | 6e  | 7e  | 8e  | 9e | 10e | 11e | 12e | 13e | 14e | 15e | 16e à 20e | 21e à 30e | 31e à 50e | 51e à 55e | 56e à 60e |
| Classement général | 400 | 320 | 260 | 220 | 180 | 140 | 120 | 100 | 80 | 68  | 56  | 48  | 40  | 32  | 28  | 24        | 16        | 8         | 4         | 2         |

## Liste des participants
| Légende | Légende                                                                    | Légende | Légende                                                    |
| ------- | -------------------------------------------------------------------------- | ------- | ---------------------------------------------------------- |
| Num     | Dossard de départ porté par le coureur sur ce Grand Prix E3                | Pos     | Position à l'arrivée de la course                          |
|         | Indique un maillot de champion national ou mondial, suivi de sa spécialité | NP      | Indique un coureur qui n'a pas pris le départ de la course |
| AB      | Indique un coureur qui n'a pas terminé la course                           | HD      | Indique un coureur qui a terminé la course hors des délais |

| Deceuninck-Quick Step DQT | Deceuninck-Quick Step DQT    | Deceuninck-Quick Step DQT |
| ------------------------- | ---------------------------- | ------------------------- |
| Num                       | Coureur                      | Pos                       |
| 1                         | Zdeněk Štybar (CZE)          | 5e                        |
| 2                         | Yves Lampaert (BEL)          | 13e                       |
| 3                         | Tim Declercq (BEL)           | 68e                       |
| 4                         | Davide Ballerini (ITA)       | 26e                       |
| 5                         | Florian Sénéchal (FRA)       | 2e                        |
| 6                         | Bert Van Lerberghe (BEL)     | AB                        |
| 7                         | Kasper Asgreen (DEN) (route) | 1er                       |

| Lotto-Soudal LTS | Lotto-Soudal LTS         | Lotto-Soudal LTS |
| ---------------- | ------------------------ | ---------------- |
| Num              | Coureur                  | Pos              |
| 11               | Philippe Gilbert (BEL)   | AB               |
| 12               | John Degenkolb (GER)     | 29e              |
| 13               | Frederik Frison (BEL)    | 94e              |
| 14               | Jasper De Buyst (BEL)    | 17e              |
| 15               | Florian Vermeersch (BEL) | 16e              |
| 16               | Stefano Oldani (ITA)     | 64e              |
| 17               | Brent Van Moer (BEL)     | 85e              |

| Intermarché-Wanty-Gobert Matériaux IWG | Intermarché-Wanty-Gobert Matériaux IWG | Intermarché-Wanty-Gobert Matériaux IWG |
| -------------------------------------- | -------------------------------------- | -------------------------------------- |
| Num                                    | Coureur                                | Pos                                    |
| 21                                     | Aimé De Gendt (BEL)                    | AB                                     |
| 22                                     | Ludwig De Winter (BEL)                 | AB                                     |
| 23                                     | Boy van Poppel (NED)                   | 91e                                    |
| 24                                     | Taco van der Hoorn (NED)               | 25e                                    |
| 25                                     | Jonas Koch (GER)                       | 28e                                    |
| 26                                     | Andrea Pasqualon (ITA)                 | 58e                                    |
| 27                                     | Loïc Vliegen (BEL)                     | 39e                                    |

| AG2R Citroën Team ACT | AG2R Citroën Team ACT   | AG2R Citroën Team ACT |
| --------------------- | ----------------------- | --------------------- |
| Num                   | Coureur                 | Pos                   |
| 31                    | Greg Van Avermaet (BEL) | 6e                    |
| 32                    | Oliver Naesen (BEL)     | 4e                    |
| 33                    | Stan Dewulf (BEL)       | 50e                   |
| 34                    | Michael Schär (SUI)     | 47e                   |
| 35                    | Damien Touzé (FRA)      | 37e                   |
| 36                    | Julien Duval (FRA)      | AB                    |
| 37                    | Gijs Van Hoecke (BEL)   | 97e                   |

| Jumbo-Visma TJV | Jumbo-Visma TJV            | Jumbo-Visma TJV |
| --------------- | -------------------------- | --------------- |
| Num             | Coureur                    | Pos             |
| 41              | Wout van Aert (BEL)        | 11e             |
| 42              | David Dekker (NED)         | 84e             |
| 43              | Pascal Eenkhoorn (NED)     | 55e             |
| 44              | Timo Roosen (NED)          | 60e             |
| 45              | Edoardo Affini (ITA)       | AB              |
| 46              | Nathan Van Hooydonck (BEL) | 49e             |
| 47              | Maarten Wynants (BEL)      | 87e             |

| Bora-Hansgrohe BOH | Bora-Hansgrohe BOH        | Bora-Hansgrohe BOH |
| ------------------ | ------------------------- | ------------------ |
| Num                | Coureur                   | Pos                |
| 51                 | Daniel Oss (ITA)          | NP                 |
| 52                 | Marcus Burghardt (GER)    | NP                 |
| 53                 | Patrick Gamper (AUT)      | NP                 |
| 54                 | Nils Politt (GER)         | NP                 |
| 55                 | Juraj Sagan (SVK) (route) | NP                 |
| 56                 | Matthew Walls (GBR)       | NP                 |
| 57                 | Maciej Bodnar (POL)       | NP                 |

| Israel Start-Up Nation ISN | Israel Start-Up Nation ISN  | Israel Start-Up Nation ISN |
| -------------------------- | --------------------------- | -------------------------- |
| Num                        | Coureur                     | Pos                        |
| 61                         | Sep Vanmarcke (BEL)         | 30e                        |
| 62                         | André Greipel (GER)         | 51e                        |
| 63                         | Alexis Renard (FRA)         | AB                         |
| 64                         | Mads Würtz Schmidt (DEN)    | 70e                        |
| 65                         | Rick Zabel (GER)            | AB                         |
| 66                         | Norman Vahtra (EST) (route) | AB                         |
| 67                         | Jenthe Biermans (BEL)       | 81e                        |

| Team DSM DSM | Team DSM DSM               | Team DSM DSM |
| ------------ | -------------------------- | ------------ |
| Num          | Coureur                    | Pos          |
| 71           | Tiesj Benoot (BEL)         | 15e          |
| 72           | Nico Denz (GER)            | AB           |
| 73           | Søren Kragh Andersen (DEN) | 42e          |
| 74           | Joris Nieuwenhuis (NED)    | 22e          |
| 75           | Martin Salmon (GER)        | AB           |
| 76           | Nils Eekhoff (NED)         | AB           |
| 77           | Jasha Sütterlin (GER)      | AB           |

| Trek-Segafredo TFS | Trek-Segafredo TFS   | Trek-Segafredo TFS |
| ------------------ | -------------------- | ------------------ |
| Num                | Coureur              | Pos                |
| 81                 | Jasper Stuyven (BEL) | 14e                |
| 82                 | Emīls Liepiņš (LAT)  | AB                 |
| 83                 | Mads Pedersen (DEN)  | AB                 |
| 84                 | Koen de Kort (NED)   | AB                 |
| 85                 | Quinn Simmons (USA)  | 93e                |
| 86                 | Alex Kirsch (LUX)    | 62e                |
| 87                 | Edward Theuns (BEL)  | 35e                |

| Ineos Grenadiers IGD | Ineos Grenadiers IGD   | Ineos Grenadiers IGD |
| -------------------- | ---------------------- | -------------------- |
| Num                  | Coureur                | Pos                  |
| 91                   | Tom Pidcock (GBR)      | 25e                  |
| 92                   | Owain Doull (GBR)      | 43e                  |
| 93                   | Michał Gołaś (POL)     | 86e                  |
| 94                   | Jhonatan Narváez (ECU) | AB                   |
| 95                   | Leonardo Basso (ITA)   | 89e                  |
| 96                   | Dylan van Baarle (NED) | 7e                   |
| 97                   | Cameron Wurf (AUS)     | AB                   |

| Qhubeka Assos TQA | Qhubeka Assos TQA        | Qhubeka Assos TQA |
| ----------------- | ------------------------ | ----------------- |
| Num               | Coureur                  | Pos               |
| 101               | Victor Campenaerts (BEL) | 45e               |
| 102               | Simon Clarke (AUS)       | AB                |
| 103               | Dimitri Claeys (BEL)     | 19e               |
| 104               | Lasse Norman Leth (DEN)  | AB                |
| 105               | Bert-Jan Lindeman (NED)  | AB                |
| 106               | Emil Vinjebo (DEN)       | 98e               |
| 107               | Michael Gogl (AUT)       | 32e               |

| Bahrain Victorious TBV | Bahrain Victorious TBV  | Bahrain Victorious TBV |
| ---------------------- | ----------------------- | ---------------------- |
| Num                    | Coureur                 | Pos                    |
| 111                    | Sonny Colbrelli (ITA)   | 57e                    |
| 112                    | Feng Chun-kai (TPE)     | AB                     |
| 113                    | Marco Haller (AUT)      | 10e                    |
| 114                    | Jonathan Milan (ITA)    | AB                     |
| 115                    | Marcel Sieberg (GER)    | AB                     |
| 116                    | Heinrich Haussler (AUS) | 31e                    |
| 117                    | Dylan Teuns (BEL)       | AB                     |

| Astana-Premier Tech APT | Astana-Premier Tech APT | Astana-Premier Tech APT |
| ----------------------- | ----------------------- | ----------------------- |
| Num                     | Coureur                 | Pos                     |
| 121                     | Artyom Zakharov (KAZ)   | 78e                     |
| 122                     | Yevgeniy Fedorov (KAZ)  | AB                      |
| 123                     | Yevgeniy Gidich (KAZ)   | 65e                     |
| 124                     | Dmitriy Gruzdev (KAZ)   | AB                      |
| 125                     | Hugo Houle (CAN)        | AB                      |
| 126                     | Davide Martinelli (ITA) | AB                      |
| 127                     | Benjamin Perry (CAN)    | 76e                     |

| Cofidis COF | Cofidis COF           | Cofidis COF |
| ----------- | --------------------- | ----------- |
| Num         | Coureur               | Pos         |
| 131         | Jelle Wallays (BEL)   | 21e         |
| 132         | Tom Bohli (SUI)       | AB          |
| 133         | Simone Consonni (ITA) | 77e         |
| 134         | Jempy Drucker (LUX)   | AB          |
| 135         | Szymon Sajnok (POL)   | 96e         |
| 136         | André Carvalho (POR)  | 83e         |
| 137         | Piet Allegaert (BEL)  | 72e         |

| EF Education-Nippo EFN | EF Education-Nippo EFN    | EF Education-Nippo EFN |
| ---------------------- | ------------------------- | ---------------------- |
| Num                    | Coureur                   | Pos                    |
| 141                    | Alberto Bettiol (ITA)     | 44e                    |
| 142                    | Jens Keukeleire (BEL)     | AB                     |
| 143                    | Stefan Bissegger (SUI)    | AB                     |
| 144                    | Fumiyuki Beppu (JPN)      | AB                     |
| 145                    | Sebastian Langeveld (NED) | AB                     |
| 146                    | Julius van den Berg (NED) | AB                     |
| 147                    | Jonas Rutsch (GER)        | AB                     |

| Groupama-FDJ GFC | Groupama-FDJ GFC            | Groupama-FDJ GFC |
| ---------------- | --------------------------- | ---------------- |
| Num              | Coureur                     | Pos              |
| 151              | Alexys Brunel (FRA)         | 95e              |
| 152              | Kevin Geniets (LUX) (route) | 61e              |
| 153              | Stefan Küng (SUI) (route)   | 20e              |
| 154              | Olivier Le Gac (FRA)        | 75e              |
| 155              | Fabian Lienhard (SUI)       | 69e              |
| 156              | Jacopo Guarnieri (ITA)      | AB               |
| 157              | Jake Stewart (GBR)          | 38e              |

| Movistar Team MOV | Movistar Team MOV         | Movistar Team MOV |
| ----------------- | ------------------------- | ----------------- |
| Num               | Coureur                   | Pos               |
| 161               | Gabriel Cullaigh (GBR)    | AB                |
| 162               | Imanol Erviti (ESP)       | 92e               |
| 163               | Iván García Cortina (ESP) | 27e               |
| 164               | Juri Hollmann (GER)       | 53e               |
| 165               | Johan Jacobs (SUI)        | 23e               |
| 166               | Lluís Mas (ESP)           | 54e               |
| 167               | Gonzalo Serrano (ESP)     | AB                |

| BikeExchange BEX | BikeExchange BEX          | BikeExchange BEX |
| ---------------- | ------------------------- | ---------------- |
| Num              | Coureur                   | Pos              |
| 171              | Michael Matthews (AUS)    | AB               |
| 172              | Luke Durbridge (AUS)      | AB               |
| 173              | Alexander Edmondson (AUS) | 63e              |
| 174              | Barnabás Peák (HUN)       | AB               |
| 175              | Alexander Konychev (ITA)  | AB               |
| 176              | Jack Bauer (NZL)          | 90e              |
| 177              | Robert Stannard (AUS)     | 56e              |

| UAE Team Emirates UAD | UAE Team Emirates UAD    | UAE Team Emirates UAD |
| --------------------- | ------------------------ | --------------------- |
| Num                   | Coureur                  | Pos                   |
| 181                   | Matteo Trentin (ITA)     | 18e                   |
| 182                   | Fernando Gaviria (COL)   | AB                    |
| 183                   | Alexander Kristoff (NOR) | 66e                   |
| 184                   | Ryan Gibbons (RSA)       | 71e                   |
| 185                   | Ivo Oliveira (POR)       | AB                    |
| 186                   | Rui Oliveira (POR)       | 34e                   |
| 187                   | Mikkel Bjerg (DEN)       | 33e                   |

| Alpecin-Fenix AFC | Alpecin-Fenix AFC                  | Alpecin-Fenix AFC |
| ----------------- | ---------------------------------- | ----------------- |
| Num               | Coureur                            | Pos               |
| 191               | Mathieu van der Poel (NED) (route) | 3e                |
| 192               | Dries De Bondt (BEL) (route)       | 52e               |
| 193               | Xandro Meurisse (BEL)              | 99e               |
| 194               | Floris De Tier (BEL)               | AB                |
| 195               | Otto Vergaerde (BEL)               | 100e              |
| 196               | Petr Vakoč (CZE)                   | AB                |
| 197               | Gianni Vermeersch (BEL)            | 9e                |

| Bingoal Pauwels Sauces WB BWB | Bingoal Pauwels Sauces WB BWB | Bingoal Pauwels Sauces WB BWB |
| ----------------------------- | ----------------------------- | ----------------------------- |
| Num                           | Coureur                       | Pos                           |
| 201                           | Rémy Mertz (BEL)              | 101e                          |
| 202                           | Milan Menten (BEL)            | 74e                           |
| 203                           | Arjen Livyns (BEL)            | 36e                           |
| 204                           | Tom Paquot (BEL)              | AB                            |
| 205                           | Jelle Vanendert (BEL)         | 88e                           |
| 206                           | Joël Suter (SUI)              | AB                            |
| 207                           | Tom Wirtgen (LUX)             | AB                            |

| Sport Vlaanderen-Baloise SVB | Sport Vlaanderen-Baloise SVB | Sport Vlaanderen-Baloise SVB |
| ---------------------------- | ---------------------------- | ---------------------------- |
| Num                          | Coureur                      | Pos                          |
| 211                          | Cédric Beullens (BEL)        | AB                           |
| 212                          | Alex Colman (BEL)            | 82e                          |
| 213                          | Lindsay De Vylder (BEL)      | 40e                          |
| 214                          | Gilles De Wilde (BEL)        | AB                           |
| 215                          | Thomas Sprengers (BEL)       | AB                           |
| 216                          | Aaron Van Poucke (BEL)       | AB                           |
| 217                          | Ward Vanhoof (BEL)           | 80e                          |

| Total Direct Énergie TDE | Total Direct Énergie TDE   | Total Direct Énergie TDE |
| ------------------------ | -------------------------- | ------------------------ |
| Num                      | Coureur                    | Pos                      |
| 221                      | Niki Terpstra (NED)        | 46e                      |
| 222                      | Edvald Boasson Hagen (NOR) | 73e                      |
| 223                      | Florian Maitre (FRA)       | AB                       |
| 224                      | Geoffrey Soupe (FRA)       | AB                       |
| 225                      | Damien Gaudin (FRA)        | AB                       |
| 226                      | Anthony Turgis (FRA)       | 12e                      |
| 227                      | Dries Van Gestel (BEL)     | 41e                      |

| Uno-X Pro Cycling Team UXT | Uno-X Pro Cycling Team UXT    | Uno-X Pro Cycling Team UXT |
| -------------------------- | ----------------------------- | -------------------------- |
| Num                        | Coureur                       | Pos                        |
| 231                        | Markus Hoelgaard (NOR)        | 8e                         |
| 232                        | Jonas Iversby Hvideberg (NOR) | 59e                        |
| 233                        | Kristoffer Halvorsen (NOR)    | 67e                        |
| 234                        | Erik Nordsæter Resell (NOR)   | 79e                        |
| 235                        | Anders Skaarseth (NOR)        | AB                         |
| 236                        | Rasmus Tiller (NOR)           | 48e                        |
| 237                        | Syver Wærsted (NOR)           | AB                         |

| Vini Zabù THR | Vini Zabù THR            | Vini Zabù THR |
| ------------- | ------------------------ | ------------- |
| Num           | Coureur                  | Pos           |
| 241           | Andrea Di Renzo (ITA)    | AB            |
| 242           | Roberto González (PAN)   | AB            |
| 243           | Leonardo Tortomasi (ITA) | AB            |
| 244           | Jan Petelin (LUX)        | AB            |
| 245           | Joab Schneiter (SUI)     | AB            |
| 246           | Wout van Elzakker (NED)  | AB            |
| 247           | Etienne van Empel (NED)  | AB            |

| Deceuninck-Quick Step DQT | Deceuninck-Quick Step DQT    | Deceuninck-Quick Step DQT |
| ------------------------- | ---------------------------- | ------------------------- |
| Num                       | Coureur                      | Pos                       |
| 1                         | Zdeněk Štybar (CZE)          | 5e                        |
| 2                         | Yves Lampaert (BEL)          | 13e                       |
| 3                         | Tim Declercq (BEL)           | 68e                       |
| 4                         | Davide Ballerini (ITA)       | 26e                       |
| 5                         | Florian Sénéchal (FRA)       | 2e                        |
| 6                         | Bert Van Lerberghe (BEL)     | AB                        |
| 7                         | Kasper Asgreen (DEN) (route) | 1er                       |

| Lotto-Soudal LTS | Lotto-Soudal LTS         | Lotto-Soudal LTS |
| ---------------- | ------------------------ | ---------------- |
| Num              | Coureur                  | Pos              |
| 11               | Philippe Gilbert (BEL)   | AB               |
| 12               | John Degenkolb (GER)     | 29e              |
| 13               | Frederik Frison (BEL)    | 94e              |
| 14               | Jasper De Buyst (BEL)    | 17e              |
| 15               | Florian Vermeersch (BEL) | 16e              |
| 16               | Stefano Oldani (ITA)     | 64e              |
| 17               | Brent Van Moer (BEL)     | 85e              |

| Intermarché-Wanty-Gobert Matériaux IWG | Intermarché-Wanty-Gobert Matériaux IWG | Intermarché-Wanty-Gobert Matériaux IWG |
| -------------------------------------- | -------------------------------------- | -------------------------------------- |
| Num                                    | Coureur                                | Pos                                    |
| 21                                     | Aimé De Gendt (BEL)                    | AB                                     |
| 22                                     | Ludwig De Winter (BEL)                 | AB                                     |
| 23                                     | Boy van Poppel (NED)                   | 91e                                    |
| 24                                     | Taco van der Hoorn (NED)               | 25e                                    |
| 25                                     | Jonas Koch (GER)                       | 28e                                    |
| 26                                     | Andrea Pasqualon (ITA)                 | 58e                                    |
| 27                                     | Loïc Vliegen (BEL)                     | 39e                                    |

| AG2R Citroën Team ACT | AG2R Citroën Team ACT   | AG2R Citroën Team ACT |
| --------------------- | ----------------------- | --------------------- |
| Num                   | Coureur                 | Pos                   |
| 31                    | Greg Van Avermaet (BEL) | 6e                    |
| 32                    | Oliver Naesen (BEL)     | 4e                    |
| 33                    | Stan Dewulf (BEL)       | 50e                   |
| 34                    | Michael Schär (SUI)     | 47e                   |
| 35                    | Damien Touzé (FRA)      | 37e                   |
| 36                    | Julien Duval (FRA)      | AB                    |
| 37                    | Gijs Van Hoecke (BEL)   | 97e                   |

| Jumbo-Visma TJV | Jumbo-Visma TJV            | Jumbo-Visma TJV |
| --------------- | -------------------------- | --------------- |
| Num             | Coureur                    | Pos             |
| 41              | Wout van Aert (BEL)        | 11e             |
| 42              | David Dekker (NED)         | 84e             |
| 43              | Pascal Eenkhoorn (NED)     | 55e             |
| 44              | Timo Roosen (NED)          | 60e             |
| 45              | Edoardo Affini (ITA)       | AB              |
| 46              | Nathan Van Hooydonck (BEL) | 49e             |
| 47              | Maarten Wynants (BEL)      | 87e             |

| Bora-Hansgrohe BOH | Bora-Hansgrohe BOH        | Bora-Hansgrohe BOH |
| ------------------ | ------------------------- | ------------------ |
| Num                | Coureur                   | Pos                |
| 51                 | Daniel Oss (ITA)          | NP                 |
| 52                 | Marcus Burghardt (GER)    | NP                 |
| 53                 | Patrick Gamper (AUT)      | NP                 |
| 54                 | Nils Politt (GER)         | NP                 |
| 55                 | Juraj Sagan (SVK) (route) | NP                 |
| 56                 | Matthew Walls (GBR)       | NP                 |
| 57                 | Maciej Bodnar (POL)       | NP                 |

| Israel Start-Up Nation ISN | Israel Start-Up Nation ISN  | Israel Start-Up Nation ISN |
| -------------------------- | --------------------------- | -------------------------- |
| Num                        | Coureur                     | Pos                        |
| 61                         | Sep Vanmarcke (BEL)         | 30e                        |
| 62                         | André Greipel (GER)         | 51e                        |
| 63                         | Alexis Renard (FRA)         | AB                         |
| 64                         | Mads Würtz Schmidt (DEN)    | 70e                        |
| 65                         | Rick Zabel (GER)            | AB                         |
| 66                         | Norman Vahtra (EST) (route) | AB                         |
| 67                         | Jenthe Biermans (BEL)       | 81e                        |

| Team DSM DSM | Team DSM DSM               | Team DSM DSM |
| ------------ | -------------------------- | ------------ |
| Num          | Coureur                    | Pos          |
| 71           | Tiesj Benoot (BEL)         | 15e          |
| 72           | Nico Denz (GER)            | AB           |
| 73           | Søren Kragh Andersen (DEN) | 42e          |
| 74           | Joris Nieuwenhuis (NED)    | 22e          |
| 75           | Martin Salmon (GER)        | AB           |
| 76           | Nils Eekhoff (NED)         | AB           |
| 77           | Jasha Sütterlin (GER)      | AB           |

| Trek-Segafredo TFS | Trek-Segafredo TFS   | Trek-Segafredo TFS |
| ------------------ | -------------------- | ------------------ |
| Num                | Coureur              | Pos                |
| 81                 | Jasper Stuyven (BEL) | 14e                |
| 82                 | Emīls Liepiņš (LAT)  | AB                 |
| 83                 | Mads Pedersen (DEN)  | AB                 |
| 84                 | Koen de Kort (NED)   | AB                 |
| 85                 | Quinn Simmons (USA)  | 93e                |
| 86                 | Alex Kirsch (LUX)    | 62e                |
| 87                 | Edward Theuns (BEL)  | 35e                |

| Ineos Grenadiers IGD | Ineos Grenadiers IGD   | Ineos Grenadiers IGD |
| -------------------- | ---------------------- | -------------------- |
| Num                  | Coureur                | Pos                  |
| 91                   | Tom Pidcock (GBR)      | 25e                  |
| 92                   | Owain Doull (GBR)      | 43e                  |
| 93                   | Michał Gołaś (POL)     | 86e                  |
| 94                   | Jhonatan Narváez (ECU) | AB                   |
| 95                   | Leonardo Basso (ITA)   | 89e                  |
| 96                   | Dylan van Baarle (NED) | 7e                   |
| 97                   | Cameron Wurf (AUS)     | AB                   |

| Qhubeka Assos TQA | Qhubeka Assos TQA        | Qhubeka Assos TQA |
| ----------------- | ------------------------ | ----------------- |
| Num               | Coureur                  | Pos               |
| 101               | Victor Campenaerts (BEL) | 45e               |
| 102               | Simon Clarke (AUS)       | AB                |
| 103               | Dimitri Claeys (BEL)     | 19e               |
| 104               | Lasse Norman Leth (DEN)  | AB                |
| 105               | Bert-Jan Lindeman (NED)  | AB                |
| 106               | Emil Vinjebo (DEN)       | 98e               |
| 107               | Michael Gogl (AUT)       | 32e               |

| Bahrain Victorious TBV | Bahrain Victorious TBV  | Bahrain Victorious TBV |
| ---------------------- | ----------------------- | ---------------------- |
| Num                    | Coureur                 | Pos                    |
| 111                    | Sonny Colbrelli (ITA)   | 57e                    |
| 112                    | Feng Chun-kai (TPE)     | AB                     |
| 113                    | Marco Haller (AUT)      | 10e                    |
| 114                    | Jonathan Milan (ITA)    | AB                     |
| 115                    | Marcel Sieberg (GER)    | AB                     |
| 116                    | Heinrich Haussler (AUS) | 31e                    |
| 117                    | Dylan Teuns (BEL)       | AB                     |

| Astana-Premier Tech APT | Astana-Premier Tech APT | Astana-Premier Tech APT |
| ----------------------- | ----------------------- | ----------------------- |
| Num                     | Coureur                 | Pos                     |
| 121                     | Artyom Zakharov (KAZ)   | 78e                     |
| 122                     | Yevgeniy Fedorov (KAZ)  | AB                      |
| 123                     | Yevgeniy Gidich (KAZ)   | 65e                     |
| 124                     | Dmitriy Gruzdev (KAZ)   | AB                      |
| 125                     | Hugo Houle (CAN)        | AB                      |
| 126                     | Davide Martinelli (ITA) | AB                      |
| 127                     | Benjamin Perry (CAN)    | 76e                     |

| Cofidis COF | Cofidis COF           | Cofidis COF |
| ----------- | --------------------- | ----------- |
| Num         | Coureur               | Pos         |
| 131         | Jelle Wallays (BEL)   | 21e         |
| 132         | Tom Bohli (SUI)       | AB          |
| 133         | Simone Consonni (ITA) | 77e         |
| 134         | Jempy Drucker (LUX)   | AB          |
| 135         | Szymon Sajnok (POL)   | 96e         |
| 136         | André Carvalho (POR)  | 83e         |
| 137         | Piet Allegaert (BEL)  | 72e         |

| EF Education-Nippo EFN | EF Education-Nippo EFN    | EF Education-Nippo EFN |
| ---------------------- | ------------------------- | ---------------------- |
| Num                    | Coureur                   | Pos                    |
| 141                    | Alberto Bettiol (ITA)     | 44e                    |
| 142                    | Jens Keukeleire (BEL)     | AB                     |
| 143                    | Stefan Bissegger (SUI)    | AB                     |
| 144                    | Fumiyuki Beppu (JPN)      | AB                     |
| 145                    | Sebastian Langeveld (NED) | AB                     |
| 146                    | Julius van den Berg (NED) | AB                     |
| 147                    | Jonas Rutsch (GER)        | AB                     |

| Groupama-FDJ GFC | Groupama-FDJ GFC            | Groupama-FDJ GFC |
| ---------------- | --------------------------- | ---------------- |
| Num              | Coureur                     | Pos              |
| 151              | Alexys Brunel (FRA)         | 95e              |
| 152              | Kevin Geniets (LUX) (route) | 61e              |
| 153              | Stefan Küng (SUI) (route)   | 20e              |
| 154              | Olivier Le Gac (FRA)        | 75e              |
| 155              | Fabian Lienhard (SUI)       | 69e              |
| 156              | Jacopo Guarnieri (ITA)      | AB               |
| 157              | Jake Stewart (GBR)          | 38e              |

| Movistar Team MOV | Movistar Team MOV         | Movistar Team MOV |
| ----------------- | ------------------------- | ----------------- |
| Num               | Coureur                   | Pos               |
| 161               | Gabriel Cullaigh (GBR)    | AB                |
| 162               | Imanol Erviti (ESP)       | 92e               |
| 163               | Iván García Cortina (ESP) | 27e               |
| 164               | Juri Hollmann (GER)       | 53e               |
| 165               | Johan Jacobs (SUI)        | 23e               |
| 166               | Lluís Mas (ESP)           | 54e               |
| 167               | Gonzalo Serrano (ESP)     | AB                |

| BikeExchange BEX | BikeExchange BEX          | BikeExchange BEX |
| ---------------- | ------------------------- | ---------------- |
| Num              | Coureur                   | Pos              |
| 171              | Michael Matthews (AUS)    | AB               |
| 172              | Luke Durbridge (AUS)      | AB               |
| 173              | Alexander Edmondson (AUS) | 63e              |
| 174              | Barnabás Peák (HUN)       | AB               |
| 175              | Alexander Konychev (ITA)  | AB               |
| 176              | Jack Bauer (NZL)          | 90e              |
| 177              | Robert Stannard (AUS)     | 56e              |

| UAE Team Emirates UAD | UAE Team Emirates UAD    | UAE Team Emirates UAD |
| --------------------- | ------------------------ | --------------------- |
| Num                   | Coureur                  | Pos                   |
| 181                   | Matteo Trentin (ITA)     | 18e                   |
| 182                   | Fernando Gaviria (COL)   | AB                    |
| 183                   | Alexander Kristoff (NOR) | 66e                   |
| 184                   | Ryan Gibbons (RSA)       | 71e                   |
| 185                   | Ivo Oliveira (POR)       | AB                    |
| 186                   | Rui Oliveira (POR)       | 34e                   |
| 187                   | Mikkel Bjerg (DEN)       | 33e                   |

| Alpecin-Fenix AFC | Alpecin-Fenix AFC                  | Alpecin-Fenix AFC |
| ----------------- | ---------------------------------- | ----------------- |
| Num               | Coureur                            | Pos               |
| 191               | Mathieu van der Poel (NED) (route) | 3e                |
| 192               | Dries De Bondt (BEL) (route)       | 52e               |
| 193               | Xandro Meurisse (BEL)              | 99e               |
| 194               | Floris De Tier (BEL)               | AB                |
| 195               | Otto Vergaerde (BEL)               | 100e              |
| 196               | Petr Vakoč (CZE)                   | AB                |
| 197               | Gianni Vermeersch (BEL)            | 9e                |

| Bingoal Pauwels Sauces WB BWB | Bingoal Pauwels Sauces WB BWB | Bingoal Pauwels Sauces WB BWB |
| ----------------------------- | ----------------------------- | ----------------------------- |
| Num                           | Coureur                       | Pos                           |
| 201                           | Rémy Mertz (BEL)              | 101e                          |
| 202                           | Milan Menten (BEL)            | 74e                           |
| 203                           | Arjen Livyns (BEL)            | 36e                           |
| 204                           | Tom Paquot (BEL)              | AB                            |
| 205                           | Jelle Vanendert (BEL)         | 88e                           |
| 206                           | Joël Suter (SUI)              | AB                            |
| 207                           | Tom Wirtgen (LUX)             | AB                            |

| Sport Vlaanderen-Baloise SVB | Sport Vlaanderen-Baloise SVB | Sport Vlaanderen-Baloise SVB |
| ---------------------------- | ---------------------------- | ---------------------------- |
| Num                          | Coureur                      | Pos                          |
| 211                          | Cédric Beullens (BEL)        | AB                           |
| 212                          | Alex Colman (BEL)            | 82e                          |
| 213                          | Lindsay De Vylder (BEL)      | 40e                          |
| 214                          | Gilles De Wilde (BEL)        | AB                           |
| 215                          | Thomas Sprengers (BEL)       | AB                           |
| 216                          | Aaron Van Poucke (BEL)       | AB                           |
| 217                          | Ward Vanhoof (BEL)           | 80e                          |

| Total Direct Énergie TDE | Total Direct Énergie TDE   | Total Direct Énergie TDE |
| ------------------------ | -------------------------- | ------------------------ |
| Num                      | Coureur                    | Pos                      |
| 221                      | Niki Terpstra (NED)        | 46e                      |
| 222                      | Edvald Boasson Hagen (NOR) | 73e                      |
| 223                      | Florian Maitre (FRA)       | AB                       |
| 224                      | Geoffrey Soupe (FRA)       | AB                       |
| 225                      | Damien Gaudin (FRA)        | AB                       |
| 226                      | Anthony Turgis (FRA)       | 12e                      |
| 227                      | Dries Van Gestel (BEL)     | 41e                      |

| Uno-X Pro Cycling Team UXT | Uno-X Pro Cycling Team UXT    | Uno-X Pro Cycling Team UXT |
| -------------------------- | ----------------------------- | -------------------------- |
| Num                        | Coureur                       | Pos                        |
| 231                        | Markus Hoelgaard (NOR)        | 8e                         |
| 232                        | Jonas Iversby Hvideberg (NOR) | 59e                        |
| 233                        | Kristoffer Halvorsen (NOR)    | 67e                        |
| 234                        | Erik Nordsæter Resell (NOR)   | 79e                        |
| 235                        | Anders Skaarseth (NOR)        | AB                         |
| 236                        | Rasmus Tiller (NOR)           | 48e                        |
| 237                        | Syver Wærsted (NOR)           | AB                         |

| Vini Zabù THR | Vini Zabù THR            | Vini Zabù THR |
| ------------- | ------------------------ | ------------- |
| Num           | Coureur                  | Pos           |
| 241           | Andrea Di Renzo (ITA)    | AB            |
| 242           | Roberto González (PAN)   | AB            |
| 243           | Leonardo Tortomasi (ITA) | AB            |
| 244           | Jan Petelin (LUX)        | AB            |
| 245           | Joab Schneiter (SUI)     | AB            |
| 246           | Wout van Elzakker (NED)  | AB            |
| 247           | Etienne van Empel (NED)  | AB            |